# Episodi di Doctor Who (serie televisiva 2005) (nona stagione)
La nona stagione della seconda serie televisiva Doctor Who (2005-2022), composta da dodici episodi, viene trasmessa dal 19 settembre 2015 su BBC One. Nel cast principale figurano nuovamente Peter Capaldi nel ruolo del Dodicesimo Dottore e Jenna Coleman nel ruolo della compagna di viaggio del Dottore Clara Oswald, nella sua terza e ultima apparizione.
In Italia i primi quattro episodi sono stati trasmessi da Rai4 dall'8 al 29 gennaio 2016. In seguito l'emittente ha interrotto la programmazione per poi riprenderla il 7 marzo.
Gli ultimi due episodi sono stati resi disponibili su Netflix il 15 aprile ancora prima che su Rai 4.
| nº | Titolo originale          | Titolo italiano          | Prima TV UK       | Prima TV Italia |
| -- | ------------------------- | ------------------------ | ----------------- | --------------- |
| 1  | The Magician's Apprentice | L'apprendista mago       | 19 settembre 2015 | 8 gennaio 2016  |
| 2  | The Witch's Familiar      | Il famiglio della strega | 26 settembre 2015 | 15 gennaio 2016 |
| 3  | Under the Lake            | Sotto il lago            | 3 ottobre 2015    | 22 gennaio 2016 |
| 4  | Before the Flood          | Prima del diluvio        | 10 ottobre 2015   | 29 gennaio 2016 |
| 5  | The Girl Who Died         | La ragazza che morì      | 17 ottobre 2015   | 7 marzo 2016    |
| 6  | The Woman Who Lived       | La donna che visse       | 24 ottobre 2015   | 14 marzo 2016   |
| 7  | The Zygon Invasion        | L'invasione degli Zygon  | 31 ottobre 2015   | 21 marzo 2016   |
| 8  | The Zygon Inversion       | L'inversione degli Zygon | 7 novembre 2015   | 28 marzo 2016   |
| 9  | Sleep No More             | Più non dormirai         | 14 novembre 2015  | 4 aprile 2016   |
| 10 | Face the Raven            | Affrontare il corvo      | 21 novembre 2015  | 11 aprile 2016  |
| 11 | Heaven Sent               | Mandato dal cielo        | 28 novembre 2015  | 18 aprile 2016  |
| 12 | Hell Bent                 | Piegato dall'Inferno     | 5 dicembre 2015   | 25 aprile 2016  |

## L'apprendista mago
- Titolo originale: The Magician's Apprentice
- Diretto da: Hettie MacDonald
- Scritto da: Steven Moffat

### Trama
Su un pianeta in guerra il Dottore cerca di salvare un bambino, ma quando scopre che si tratta di Davros, futuro creatore dei Dalek, decide di abbandonarlo. In seguito un misterioso uomo-serpente, la Colonia Sarff, vaga per l'universo alla ricerca del Dottore, fino a raggiungere la Sorellanza di Karn per dire loro che il suo padrone, Davros, non ha dimenticato ciò che il Dottore fece in passato.
Intanto, sulla Terra, Clara sta tenendo una lezione, quando si accorge di un aereo in volo praticamente immobile; presto giunge la notizia che tutti gli aerei del pianeta si sono fermati per aria come congelati, e Clara viene chiamata dalla UNIT per aiutarli a risolvere la situazione. La responsabile della situazione si rivela essere Missy, la nuova rigenerazione del Maestro, sopravvissuta alla disintegrazione per mano del Brigadiere, che si mette in contatto con la UNIT; la Signora del Tempo ha infatti organizzato tutto per l'attenzione di Clara, con cui fissa un appuntamento, permettendole di portare con sé una scorta armata per farla sentire al sicuro. Clara la raggiunge e le chiede, come segno di buona fede, di fare ripartire gli aerei sospesi nel cielo; Missy esaudisce la sua richiesta e le mostra il "disco di confessione" del Dottore, una sorta di testamento concepito come segnale da dare al suo migliore amico (che si scopre essere, seppur in maniera contorta, Missy e non Clara) in occasione del suo ultimo giorno di vita. Missy vuole che Clara le dia una mano a ritrovare il Dottore dato che è chiaramente in pericolo e la ragazza, conoscendo bene il Signore del Tempo, chiede alla UNIT di fare una ricerca sul passato del Dottore, cercando nella storia un'occasione in cui lui fece baldoria, senza che vi siano stati pericoli di sorta: la ricerca li indirizza nel Medioevo, in un castello dell'Essex, dove il Dottore ha organizzato una festa insieme agli abitanti della zona. Le due lo raggiungono lì con il manipolatore del vortice, ma l'incontro tra il Dottore, Missy e Clara viene interrotto dall'arrivo di Colonia Sarff, che rivela al Dottore che Davros sta morendo, e che è richiesta la sua presenza al capezzale dell'uomo. I tre vengono portati nella nave-ospedale dove Davros è ricoverato: Clara capisce che il Dottore aveva sempre saputo che in realtà Missy era ancora viva, ed è delusa dal comportamento dell'amico. Le due vengono rinchiuse in una cella ma Missy, come il Dottore, si rende conto che quella all'interno dell'astronave non è una gravità artificiale, e che quindi loro non si trovano nello spazio. Il Dottore incontra Davros, mentre Clara e Missy fuggono dalla cella in cui erano rinchiuse; le due donne scoprono di trovarsi su un pianeta reso invisibile, nientemeno che Skaro, pianeta natale dei Dalek. I Dalek si impadroniscono del TARDIS e catturano Clara e Missy: essi intendono distruggere il TARDIS e Missy, per salvarsi la vita, prova a convincerli che la macchina del tempo del Dottore potrebbe diventare la loro arma più potente, ma i Dalek disintegrano comunque lei e il TARDIS. Il Dottore supplica in ginocchio Davros di risparmiare Clara, ma i Dalek disintegrano pure lei. Sul campo di battaglia il giovane Davros cerca ancora aiuto quando il Dottore appare nuovamente con un'arma in mano e sembra volerlo uccidere, affermando che quello è l'unico modo per salvare Clara.
- Altri interpreti: Michelle Gomez (Missy), Julian Bleach (Davros), Jami Reid-Quarrell (Colonia Sarff), Jemma Redgrave (Kate Stewart), Jaye Griffiths (Jac), Harki Bhambra (Mike), Daniel Hoffmann-Gill (Bors), Benjamin Cawley (Kanzo), Aaron Neil (Mr. Dunlop), Clare Higgins (Ohila), Kelly Hunter (Architetto del Proclama Ombra), India Ria Amarteifio (Alison), Dasharn Anderson (Ryan), Nicholas Briggs (voci dei Dalek/voce dei Judoon), Joey Price (Davros bambino), Stefan Adegbola (annunciatore), Shin-Fei Chen (annunciatore), Lucy Newman-Williams (annunciatrice), Demi Papaminas (studentessa), Barnaby Edwards (Dalek), Nicholas Pegg (Dalek), Jonathon Ojinnaka (soldato)
- Ascolti Regno Unito: 4.058.000 telespettatori - share 21.2%[7]

## Il famiglio della strega
- Titolo originale: The Witch's Familiar
- Diretto da: Hettie MacDonald
- Scritto da: Steven Moffat

### Trama
Missy e Clara, sfuggite al raggio mortale dei Dalek grazie a un teletrasportatore portatile attivatosi proprio grazie all'energia del raggio laser dei Dalek (trucco già utilizzato da Missy contro il Brigadiere in Morte in Paradiso), sono pronte a tornare nella città dei Dalek per salvare il Dottore. Le due percorrono le fogne dove vengono lasciati a putrefare i Dalek troppo vecchi e Missy attira un Dalek usando Clara come esca per poi danneggiarlo. I Dalek putrefatti e incattiviti da secoli di abbandono cercano di impadronirsi della sua corazza, uccidendolo, e Clara ne approfitta per nascondersi nella corazza. Nel frattempo Davros afferma di essere animato da buone intenzioni: desidera che, dopo tante battaglie, almeno una volta lui e il Dottore stiano dalla stessa parte. Gli mostra addirittura una sequenza di fili elettrici che lo tengono in vita, legata a quella dei Dalek di Skaro, e gli offre la possibilità di distruggere i fili conduttori, uccidendo così tutti i Dalek, ma il Dottore non se la sente di macchiarsi di un tale genocidio. Clara, spacciandosi per un Dalek, porta Missy all'interno della città dei Dalek facendola passare per una prigioniera. Il Dottore rivela a Davros che Gallifrey è sopravvissuto alla Guerra del tempo, e Davros, pentito delle sue azioni malvagie, consiglia al Dottore di prendersi cura del suo popolo, proprio come fece lo stesso Davros in passato, perché in principio lui creò i Dalek per salvare la sua civiltà. Il Dottore trasferisce parte della sua energia rigenerativa ai fili conduttori che tengono in vita Davros per consentirgli di aprire i suoi occhi veri e vedere la sua ultima alba. Il tutto si svela un trucco per rubare l'energia al Dottore e trasferirla a tutti i Dalek del pianeta, creando così dei Dalek più potenti e allungando la vita di Davros. Il creatore dei Dalek, compiaciuto, afferma di sapere la vera ragione per cui il Dottore in principio scappò da Gallifrey: non per noia, ma per evitare che si avverasse una profezia secondo cui il Dottore avrebbe un giorno creato un ibrido di due razze che avrebbe segnato la fine di tutto. Il Dottore però aveva già intuito il piano di Davros e aveva trasferito l'energia anche nelle fogne in cui giacciono i resti dei Dalek, che risalgono in superficie per attaccare i Dalek viventi, sommergendo la città. Il Dottore abbandona Davros e, riunitosi con Missy, incontra Clara nelle spoglie del Dalek. Sadicamente Missy prova a farla uccidere dal Dottore, dicendogli che proprio quel Dalek ha ucciso Clara: la ragazza prova a dirgli chi è, ma quando pronuncia alcune parole, l'interfaccia vocale del Dalek le modifica in frasi di morte e odio tipiche della sua specie. Il Dottore riesce a riconoscere l'amica quando questa pronuncia la parola pietà. Rabbioso, caccia via Missy, la quale viene circondata dai Dalek, e scappa con Clara, libera dalla corazza, a bordo del TARDIS, che non si era realmente disintegrato, ma solo disperso in tante particelle, che poi il Dottore ricompone usando un congegno che si presenta come un paio di occhiali da sole.
Il Dottore non capisce come abbia fatto Clara a pronunciare attraverso la corazza Dalek la parola "pietà", dato che tecnicamente non dovrebbe fare parte del loro lessico. Poi comprende e torna indietro nel tempo, salvando il giovane Davros: in questo modo instilla nel futuro creatore dei Dalek (anche se di poco) il senso della pietà, che in minima parte lui trasferirà nelle programmazioni dei Dalek, con cui Clara sarà capace di farsi riconoscere dal Dottore, salvandosi.
- Altri interpreti: Michelle Gomez (Missy), Julian Bleach (Davros), Jami Reid-Quarrell (Colony Sarff), Joey Price (Davros bambino), Nicholas Briggs (voce dei Dalek), Barnaby Edwards (Dalek), Nicholas Pegg (Dalek)

## Sotto il lago
- Titolo originale: Under the Lake
- Diretto da: Daniel O'Hara
- Scritto da: Toby Whithouse

### Trama
Anno 2119. Nel "Tamburo", una base sottomarina per l'estrazione petrolifera, si manifesta l'apparizione di un fantasma. Legata a questa vicenda sembra esserci un'astronave con un'intraducibile scritta all'interno. Il Dottore e Clara capitano per caso nel Tamburo e il Signore del Tempo decide di rimanervi perché affascinato dalla vicenda. Un membro della spedizione, Moran, muore a causa di un incidente, e diventa pure lui un fantasma, iniziando insieme all'altro a inseguire gli altri operatori del Tamburo: la leader della base Cass, una donna sordomuta, il suo interprete Lunn, gli scienziati Bennett e O'Donnell e il rappresentante della Vector Petroleum Pritchard. Quest'ultimo, notando che nell'astronave manca una cella di alimentazione, esce dalla base per cercarla convinto di poterne avere ricavi economici ma viene ucciso e trasformato lui stesso in fantasma. I fantasmi vengono rinchiusi con uno stratagemma in una gabbia di Faraday, che li priva dei loro poteri. Leggendo il loro labiale Cass scopre che essi ripetono sempre le stesse parole (oscurità, spada, dimenticato, tempio): sono coordinate che indicano la vecchia chiesa di un vicino paese sommerso, e lì trovano e recuperano la cassa di sospensione del pilota dell'astronave, chiusa ermeticamente. Il Dottore capisce che i glifi alieni visti nell'astronave non erano semplici scritte, ma messaggi elettromagnetici in grado di ricondizionare le menti radicandosi in esse, ecco perché quando le persone muoiono i loro fantasmi ripetono quelle quattro parole. Clara, Cass e Lunn rimangono bloccati da un allagamento provocato dai fantasmi mentre il Dottore, Bennet e O'Donnell vanno indietro nel tempo per indagare sulla faccenda. Clara e gli altri, rimasti nel Tamburo, vedono apparire un nuovo fantasma: è quello del Dottore.
- Altri interpreti: Colin McFarlane (Moran), Sophie Stone (Cass), Zaqi Ismail (Lunn), Morven Christie (O'Donnell), Arsher Ali (Bennett), Steven Robertson (Pritchard), Paul Kaye (Prentis)

## Prima del diluvio
- Titolo originale: Before the Flood
- Diretto da: Daniel O'Hara
- Scritto da: Toby Whithouse

### Trama
Nel 1980, in un villaggio creato per le esercitazioni militari durante la guerra fredda, vicino a cui in futuro sorgerà il Tamburo, arrivano il Dottore, Bennet e O'Donnell. Incontrano Prentis, il futuro primo fantasma, un alieno incaricato di officiare il funerale di un certo Re Pescatore, che però è vivo ed è fuggito dal suo carro funebre (l'astronave) con la sua bara (la cassa di sospensione). Prentis è il primo a essere ucciso dal mostro, mentre la seconda è O'Donnell, di cui Bennet era innamorato. Anche lei appare come fantasma nel futuro in cui Clara e gli altri si sono rifugiati nella gabbia di Faraday, dopo che il fantasma del Dottore ha liberato tutti gli altri. Tramite una videochiamata dal futuro il Dottore riesce a leggere il labiale del suo fantasma, diverso da quello degli altri: sta enunciando tutti i nomi dei membri della base, apparentemente nell'ordine in cui sono morti o moriranno e la prossima sembra essere Clara. Il Dottore si reca quindi nella vecchia chiesa dove sarà ritrovata la cassa di sospensione e affronta il Re Pescatore, un alieno gigantesco che sta utilizzando la ripetizione dei fantasmi delle coordinate dell'astronave, contenute nei glifi, come ricetrasmittenti per comunicare la sua posizione alla sua specie e iniziare l'invasione. Il Signore del Tempo lo inganna dicendogli di avere cancellato i glifi dall'astronave, così quando il Re Pescatore torna nel villaggio per controllare il Dottore fa saltare la diga provocando un'inondazione che uccide il mostro, sommergendo il villaggio. Bennett, rimasto sul TARDIS, viene riportato alla base dal teletrasporto di emergenza di questo.
Nel futuro Clara, Cass e Lunn sono circondati dai fantasmi, quando la cassa di sospensione dell'astronave si apre, rivelando la presenza del Dottore. Questo infatti è sopravvissuto all'inondazione del villaggio rinchiudendosi lì: il fantasma del Dottore altro non era che un ologramma, da lui stesso creato per allarmare il sé stesso del passato con la lista delle future vittime, e costringerlo così ad affrontare il mostro per salvare Clara. Gli altri fantasmi, attirati dall'urlo del Re Pescatore che l'ologramma emette, finiscono per venire nuovamente intrappolati nella gabbia di Faraday. Bennett, memore della morte di O'Donnell, suggerisce a Lunn di dichiarare il suo amore per Cass prima che le circostanze li dividano e i due si baciano. Il Dottore e Clara ripartono sul TARDIS: lui le rivela che si è trattato di un paradosso della predestinazione, avendo lui ideato l'ologramma solo dopo averlo visto nella videochiamata, quando questo però era già esistente. Di fatto il tornare indietro nel tempo del Dottore per cambiare il passato ha fatto sì che il normale svolgimento degli eventi si compisse senza alcuna alterazione.
- Altri interpreti: Colin McFarlane (Moran), Sophie Stone (Cass), Zaqi Ismail (Lunn), Morven Christie (O'Donnell), Arsher Ali (Bennet), Steven Robertson (Pritchard), Paul Kaye (Prentis), Neil Fingleton (Il Re Pescatore), Peter Serafinowicz (Voce del Re Pescatore), Corey Taylor (Ruggito del Re Pescatore)

## La ragazza che morì
- Titolo originale: The Girl Who Died
- Diretto da: Ed Bazalgette
- Scritto da: Jamie Mathieson e Steven Moffat

### Trama
Il Dottore e Clara vengono catturati dai vichinghi, che distruggono gli occhiali sonici del Signore del Tempo. Giunti al loro villaggio nel cielo si proietta l'immagine di Odino, il quale convoca i guerrieri più forti a banchettare con lui nel Valhalla: i prescelti, tra cui Clara e una ragazza del villaggio venuta in possesso di ciò che resta degli occhiali sonici, Ashildr, vengono teletrasportati via. La loro destinazione si rivela essere un'astronave, in cui tutti i guerrieri vengono disintegrati, tranne Clara e Ashildr, poiché Odino, in realtà un alieno camuffato, era incuriosito dall'avanzata tecnologia sonica in loro possesso. Odino rivela loro di essere un alieno della bellicosa razza Mire e di avere già ottenuto il suo obiettivo, estrarre testosterone e adrenalina, di cui si nutre, dai guerrieri più forti, e di essere ormai pronto a lasciare il pianeta senza fare ulteriori vittime. Tuttavia Ashildr, infuriata per la morte dei suoi compagni, sfida il Mire, che fissa la resa dei conti al giorno seguente e riporta le due al villaggio.
Il Dottore cerca di convincere gli abitanti a scappare, perché non hanno nessuna possibilità di sconfiggere gli invasori, specialmente ora che i guerrieri più forti del villaggio sono morti; ma loro, mossi dall'orgoglio, non intendono abbandonare il villaggio. Inizialmente il Dottore decide di addestrarli, ma solo affinché possano morire con dignità: tuttavia, notando la fantasia di Ashildr, riesce a ideare un piano. Il giorno seguente giunge l'ora della battaglia e seguendo le istruzioni del Dottore gli abitanti del villaggio collegano l'acqua della darsena a un circuito elettrico che attraverso un magnete attira gli elmi dei Mire. Il Dottore ne prende uno e fa sì che Ashildr lo indossi e lo usi per manipolare le menti dei Mire, facendo credere loro che l'enorme pupazzo da lei creato sembri un gigantesco serpente. A eccezione di Odino gli altri Mire scappano e il Dottore minaccia Odino di diffondere per tutta la galassia il video dei Mire che scappano davanti a un semplice pupazzo, a meno che essi non lascino in pace il villaggio. Odino, rancoroso, accetta, ma la felicità degli abitanti viene interrotta quando si accorgono che Ashildr è morta, dato che l'elmo Mire ha drenato energia da lei, e il suo cuore non ha retto. Il Dottore sembra accettare questo ennesimo lutto, ma si ricorda improvvisamente di Caecilius, l'uomo pompeiano che salvò su insistenza di Donna; realizza così che lui e Caecilius hanno lo stesso volto, e che quel volto serve a ricordargli che non deve seguire per forza le regole dello spazio e del tempo, così estrae dall'elmo dei Mire un componente, una specie di kit di pronto soccorso che il Dottore modifica per la ragazza, riportandola in vita e regalandole un secondo kit per "usi futuri".
Clara e il Dottore tornano sul TARDIS, ma quest'ultimo si chiede se abbia fatto o meno la cosa giusta a riportare in vita Ashildr, perché il kit non smetterà mai di curarla, rendendola immortale (il secondo kit servirà infatti nel caso un giorno la ragazza voglia trascorrere la sua immortalità con una persona che non vuole perdere). Il Dottore realizza preoccupato che anche se Ashildr è umana, adesso in lei c'è una piccola traccia aliena, e questo fa di lei un ibrido creato dal Dottore, come previsto dalla profezia. Sulla Terra Ashildr, senza invecchiare, guarda il tempo scorrere e nel suo volto appare uno sguardo colmo di rabbia.
- Altri interpreti: Maisie Williams (Ashildr), David Schofield (Odino), Simon Lipkin (Nollarr), Ian Conningham (Chuckles), Tom Stourton (Lofty), Alastair Parker (Limpy), Murray McArthur (Hasten), Barnaby Kay (Heidi)

## La donna che visse
- Titolo originale: The Woman Who Lived
- Diretto da: Ed Bazalgette
- Scritto da: Catherine Tregenna

### Trama
1651, Inghilterra. Un bandito cerca di rapinare una carrozza che trasporta qualcosa di cui vuole appropriarsi, ma il furto viene sventato dall'arrivo del Dottore. Quest'ultimo scopre che il bandito in realtà è Ashildr, la quale a stento ricorda il suo precedente nome e si fa chiamare "Io", e che vuole rubare un amuleto, gli "Occhi di Ade", lo stesso per cui il Dottore è lì. Ashildr lo invita nella sua villa, dove vive sola e senza legare con nessuno, poiché per via della sua immortalità le vite altrui le appaiono insignificanti e fugaci. Il Dottore legge i diari che la ragazza ha scritto nel corso dei secoli per compensare la sua memoria vacillante, e capisce che ha sofferto molto, dovendo abbandonare l'uomo che amava perché diversamente da lei stava invecchiando, e avendo avuto dei figli morti in tenera età a causa di un'epidemia. Nonostante possa morire di morte violenta come una persona normale, Ashildr non ha mai avuto il coraggio di suicidarsi, né ha mai dato a nessuno il secondo kit che il Dottore le regalò, non avendo mai conosciuto nessuno alla sua altezza con il quale passare l'immortalità.
Il Dottore decide di aiutarla a rubare l'amuleto e i due entrano nella villa dei proprietari dell'oggetto, riuscendo nell'impresa e scontrandosi con un ladro rivale, Sam. La ragazza chiede poi al Signore del Tempo di poter viaggiare con lui, ma quest'ultimo rifiuta. Il Dottore scopre che Ashildr ha un complice, Leandro, un "leoniano" (una razza aliena simile a leoni antropomorfi). L'alieno intende usare gli Occhi di Ade per aprire un portale verso un altro mondo e sarà necessario un sacrificio umano: Ashildr, stanca di passare la sua immortalità sulla Terra, decide di aiutarlo e di utilizzare la vita di Sam, che sta per essere impiccato per i suoi crimini. Ashildr e Leandro, dopo avere momentaneamente immobilizzato il Dottore, raggiungono il luogo dove si tiene l'impiccagione: la ragazza usa su Sam gli Occhi di Ade, uccidendolo e aprendo un varco. Tuttavia si rende conto che Leandro l'ha ingannata, infatti dal varco passeranno altri leoniani che invaderanno la Terra. Ashildr comprende che in fondo l'incolumità della gente le sta ancora a cuore e il Dottore capisce che l'amuleto, ancora collegato a Sam, trae forza dalla sua morte. Quindi lui e Ashildr usano il secondo kit sul ladro e lo riportano in vita, chiudendo il varco dimensionale, mentre i leoniani disintegrano Leandro per punirlo del suo fallimento.
Il Dottore non è sicuro se Sam sia diventato o no immortale, dato che esiste la possibilità che gli Occhi di Ade abbiano assorbito parte dell'energia del kit, quindi consiglia a Ashildr di tenerlo d'occhio. Le rivela inoltre che la ragione per cui non vuole viaggiare con lei è perché essendo entrambi immortali raggiungerebbero traguardi troppo lontani, e che solo le persone con un'esistenza breve comprendono il vero senso della vita. Ashildr decide quindi di porsi un nuovo obiettivo: stare accanto alle persone che il Dottore lascia indietro dopo le sue avventure per prendersi cura di loro. Nel presente Clara mostra al Dottore una foto in cui sullo sfondo si trova Ashildr intenta a fissare l'obiettivo, facendogli capire che lo tiene d'occhio.
- Altri interpreti: Maisie Williams (Ashildr/Io), Rufus Hound (Sam), Elisabeth Hopper (Lucie Fanshawe), John Voce (Mr. Fanshaw), Struan Rodger (Clayton), Gruffudd Glyn (Guardia), Reuben Johnson (Guardia), Ariyon Bakare (Leandro), Gareth Berliner (Capo-carrozza), Daniel Fearn (Paesano 1), Karen Seacombe (Paesano 2), John Hales (Boia), Will Brown (Voce del Knightmare)

## L'invasione degli Zygon
- Titolo originale: The Zygon Invasion
- Diretto da: Daniel Nettheim
- Scritto da: Peter Harness

### Trama
Nel giorno dell'epico incontro dei tre Dottori (il Decimo, l'Undicesimo e il Dottore della Guerra) il Signore del Tempo costrinse umani e Zygon ad accordarsi con un trattato di pace che favorisse equamente entrambe le parti, onde evitare la distruzione di Londra, e per riuscire nel suo intento l'unica soluzione possibile era mettere gli uni nei panni degli altri, impedendo a entrambi i rappresentanti e Zygon di ricordare a quale razza appartenessero.
A distanza di due anni venti milioni di Zygon vivono sulla Terra in sembianze umane nel totale rispetto e armonia tra le due razze, rispettando l'utopico insegnamento fatto dalle due identiche Osgood. Ma la scomparsa di una delle due a causa di Missy compromette l'equilibrio formatosi con l'accordo di pace, dando inizio a eventi difficili da controllare. Dopo un periodo di lutto la gemella sopravvissuta di Osgood, che non viene mai rivelato se umana o Zygon, attiva a malincuore lo "scenario da incubo", un piano di emergenza che comprendeva l'intervento del Dottore nel momento in cui una delle due razze avesse infranto il patto, portando a una guerra civile. Il Dottore, una volta ricevuto il messaggio, si precipita sulla Terra per capire cosa stia succedendo e contatta Clara affinché lo raggiunga. Poi si reca a parlare con due Zygon in una posizione di comando, che informano il Signore del Tempo che saranno loro a occuparsi della fazione aliena ribelle. Intanto egli riceve una richiesta d'aiuto da Kate Stewart della UNIT e, una volta riuniti, cominciano a indagare sulla rivoluzione messa in atto da un gruppo ribelle di Zygon, che si considera tradito dall'accordo di pace, motivo per cui agisce anarchicamente e pretende di vivere sulla Terra secondo le proprie regole e con il proprio vero aspetto. Dopo avere fatto visita al centro di comando della razza aliena e avere ricevuto un nuovo messaggio minatorio dove i ribelli eliminano i due Zygon del comando di sicurezza il gruppo si divide per indagare e fare fronte all'emergenza: il Dottore si dirige dove è tenuta prigioniera Osgood per scongiurare lo scoppio della guerra, mentre Kate invece si dirige in una cittadina del Nuovo Messico, Truth or Consequences, più volte nominata nei messaggi minatori degli Zygon. Una volta lì Kate raccoglie informazioni grazie all'aiuto di una poliziotta, che si rivela essere uno Zygon e apparentemente la uccide. Il Dottore riesce a salvare Osgood e cattura uno Zygon, che porta con sé su un aereo per l'Inghilterra. Clara scopre che da tempo gli Zygon rapiscono le persone e si sostituiscono a loro, portandoli in gallerie sottostanti. Assieme ai soldati della UNIT Clara si dirige nel sottosuolo per indagare e trova lì alcuni bozzoli contenenti le persone rapite, tra cui Clara; infatti la ragazza è in realtà il capo dei ribelli Zygon con le fattezze di Clara, Bonny, che aveva attirato lì la UNIT per un'imboscata, in cui i soldati vengono uccisi.
Sull'aereo il Dottore crede che l'Osgood sopravvissuta sia umana, dato che gli Zygon tornano al loro aspetto dopo la morte dell'originale, ma la ragazza smentisce la sua ipotesi, spiegandogli le nuove capacità degli alieni. Osgood spiega al Dottore che lei e la sua controparte incarnavano il concetto di pace tra umani e Zygon, e che lei, a prescindere da cosa sia, sente di appartenere a entrambe le razze, come se fosse un ibrido: ciò preoccupa il Dottore, dato che questo gli fa venire in mente la profezia. All'improvviso l'aereo presidenziale viene attaccato da Bonny con un lanciamissili.
- Altri interpreti: Ingrid Oliver (Osgood), Jemma Redgrave (Kate Stewart), Rebecca Front (Colonnello Walsh), Jaye Griffiths (Jac), Cleopatra Dickens (Claudette), Sasha Dickens (Jemima), Abhishek Singh (Bambino), Samila Kularatne (Madre del bambino), Todd Kramer (Hitchley), Jill Winternitz (Lisa), Gretchen Egolf (Norlander), Karen Mann (Madre di Hitchley), Aidan Cook (Zygon), Tom Wilton (Zygon), Nicholas Briggs (Voce degli Zygon)

#### Curiosità
- Nell'episodio è possibile vedere appesa a un muro una fotografia di William Hartnell, interprete del primo dottore.

## L'inversione degli Zygon
- Titolo originale: The Zygon Inversion
- Diretto da: Daniel Nettheim
- Scritto da: Peter Harness e Steven Moffat

### Trama
Clara si sveglia in camera sua come se nulla fosse successo, ma ben presto si accorge di essere intrappolata in un sogno nel quale è in comunicazione con il suo Zygon gemello e riesce ad avere un minimo di controllo remoto sulla sua controparte Zygon; infatti Bonnie prova a distruggere l'aereo del Dottore con un lanciamissili, ma Clara prende in parte il controllo del suo corpo e gli fa sbagliare il primo colpo mentre il secondo va a segno. Il Dottore e Osgood fanno in tempo a salvarsi gettandosi con i paracadute e, senza che Bonnie se ne renda conto, Clara le fa scrivere un messaggio con il suo cellulare, confermando a Osgood e al Dottore di essere ancora viva.
Bonnie costringe uno Zygon riluttante a una trasformazione forzata, riprendendo il tutto, rivelando così l'esistenza dei mutaforma al mondo. Il Dottore e Bonnie comunicano con una videochiamata e, alla domanda se Clara si trovi a Londra nelle gallerie sotterranee, quest'ultima fa sì che la Zygon sbatta gli occhi, confermando l'ipotesi del Dottore. Bonnie parla con Clara e minaccia di ucciderla se quest'ultima non le rivela dove si trova la "Scatola Osgood", che il Dottore aveva lasciato a Osgood per porre fine alla guerra tra Zygon e umani nel caso fosse iniziata. Clara, che non può mentirle perché essendo collegata a lei lo Zygon percepirebbe la frequenza cardiaca in caso mentisse, le rivela che la Scatola Osgood si trova nella Torre di Londra, nell'Archivio Nero della UNIT, in cui hanno accesso solo Kate, Osgood e Clara.
Bonnie si reca all'archivio insieme a Clara e trova due Scatole Osgood, mentre uno Zygon con le sembianze di Kate, insieme ad altri due Zygon, cattura il Dottore e Osgood, preparandosi a ucciderli; Bonnie li ferma e ordina di portare il Dottore vivo all'archivio per avere chiarimenti. In realtà quella è la vera Kate, che uccide gli altri due Zygon sparandogli (a Truth or Consequences era riuscita a uccidere lo Zygon che voleva eliminarla). Il Dottore, Kate e Osgood raggiungono Bonnie e Clara all'archivio.
Ciascuna scatola possiede due bottoni, "verità e conseguenze", ognuno dei quali ha un differente effetto in base alla scatola: in una, quella rossa, uno libera un gas che uccide gli Zygon, l'altro fa brillare una testata nucleare posta al di sotto dell'archivio; nell'altra, quella blu, uno normalizza tutti gli Zygon, l'altro li priva della loro capacità di tornare alla loro forma originale. Bonnie e Kate minacciano l'un l'altra di premere un pulsante a caso su ognuna delle due scatole, ma il Dottore fa capire a Bonnie che anche se lei e la sua fazione vincessero la guerra contro gli umani conquistando la Terra, probabilmente non saprebbero come governarla, e in futuro qualcuno cercherà di sovvertire l'ordine proprio come sta facendo lei ora, perché i conflitti portano solo altri conflitti; Bonnie può spezzare questa catena. Bonnie e Kate decidono di porre fine al conflitto e lo Zygon alla fine capisce che le Scatole Osgood non erano delle armi, ma delle comuni scatole, volte a farla riflettere a fondo sulla guerra e sul suo significato.
Il Dottore cancella la memoria a Kate e agli Zygon, come le precedenti quindici volte in cui le due razze erano state vicine a dichiararsi guerra. Il Dottore fa sì che Bonnie al contrario ricordi tutto dato che lei ha imparato la lezione, e quest'ultima prende le sembianze della seconda Osgood mancante, ricomponendo il duo che Missy aveva distrutto.
- Altri interpreti: Ingrid Oliver (Osgood), Jemma Redgrave (Kate Stewart), Nicholas Asbury (Etoine), Aidan Cook (Zygon), Tom Wilton (Zygon), Jack Parker (Zygon), Nicholas Briggs (Voce degli Zygon)

## Più non dormirai
- Titolo originale: Sleep No More
- Diretto da: Justin Molotnikov
- Scritto da: Mark Gatiss

### Trama
38º secolo. In un videomessaggio Gagan Rassmussen, inventore di Morpheus, un dispositivo che "ottimizza" il sonno comprimendo l'esperienza onirica in cinque minuti e permettendo a chiunque si sottoponga al trattamento di non dovere dormire per un mese intero, è intrappolato nel laboratorio Le Verrier, situato in orbita attorno a Nettuno. Gagan avvisa l'ipotetico spettatore di non guardare il video che sta per mostrare e comincia a raccontare ciò che è accaduto nella base, servendosi delle immagini riprese dalle sue telecamere.
Una squadra armata proveniente da Tritone atterra sul laboratorio per una missione di soccorso e si imbatte in Clara e il Dottore che stavano curiosando in giro: insieme iniziano a esplorare la base per cercare eventuali sopravvissuti, ma vengono attaccati da strane creature e il gruppo inizia a dividersi. Rinchiusi in una stanza i componenti del gruppo si trovano davanti a diversi Morpheus, facendo la conoscenza dell'unico membro dell'equipaggio sopravvissuto, Gagan. Il gruppo si ritrova di nuovo a correre in lungo e in largo scappando dai mostri, soprannominati "Sandman"; durante la fuga il gruppo viene decimato e lo stesso Gagan rimane apparentemente vittima di uno dei mostri, nati come effetto collaterale del processo messo in atto da Morpheus. Tuttavia, una volta rimasti in tre, il Dottore, Clara e il comandante della spedizione si ritrovano faccia a faccia proprio con l'inventore delle macchine che credevano morto; l'obiettivo di Gagan è quello di portare La Verrier a terra, per liberare delle spore con cui i Sandman si diffonderebbero ai danni dell'umanità. Il Dottore riesce a impedire il suo piano facendo disintegrare la nave nell'orbita nettuniana e andandosene con il TARDIS, nonostante abbia alcuni dubbi sullo svolgimento poco chiaro delle vicende.
Sulla stazione prossima alla collisione Gagan conclude il videomessaggio, rivelando che il vero scienziato era stato ucciso dai Sandman ben prima dell'arrivo della squadra di soccorso e che i mostri ne avevano preso l'aspetto. Il loro vero piano era mandare il messaggio di Morpheus al cervello degli spettatori tramite un video. Ciò non li avrebbe mai più fatti dormire, creando sempre di più altri Sandman; per fare rimanere lo spettatore fino alla fine della trasmissione del messaggio Gagan aveva manipolato le vicende creando una storia ad hoc, con mostri, azione e colpi di scena. Soddisfatto della riuscita del suo piano Gagan si polverizza.
- Altri interpreti: Reece Shearsmith (Rassmussen), Elaine Tan (Nagata), Neet Mohan (Chopra), Bethany Black (474), Paul Courtenay Hyu (Deep-Ando), Paul Davis (Sandman), Tom Wilton (Sandman), Matthew Doman (Sandman), Zina Badran (Presentatrice di Morpheus), Natasha Patel (Ragazza nell'ologramma di Morpheus), Elizabeth Chong (Ragazza nell'ologramma di Morpheus) Nikkit Chadha (Ragazza nell'ologramma di Morpheus), Gracie Lai (Ragazza nell'ologramma di Morpheus), Nikki Wilson (Voce del computer, non accreditata)

## Affrontare il corvo
- Titolo originale: Face the Raven
- Diretto da: Justin Molotnikov
- Scritto da: Sarah Dollard

### Trama
Clara e il Dottore ricevono una richiesta di aiuto da Rigsy (il writer conosciuto in I graffiti di Bristol). Il ragazzo, ora sposato e con una figlia, mostra ai due uno strano tatuaggio comparso sulla sua nuca, che sembra segnare un conto alla rovescia. Rigsy li informa di non ricordare nulla del giorno prima, quando, a detta della moglie, è uscito di casa all'alba per poi tornare a mezzanotte. Esaminando il tatuaggio il Dottore scopre che al ragazzo rimane poco da vivere, e che gli è stata cancellata la memoria con una droga.
Il Signore del Tempo è dell'opinione che Rigsy sia finito in una "strada civetta", una via non segnata sulle mappe che si vocifera da tempo esistere a Londra, quindi sorvola la città con il TARDIS e Clara la scannerizza con gli occhiali sonici; i tre poi si dividono esaminando i luoghi in cui è scivolato l'occhio di Clara mentre esaminava la città, poiché la strada civetta non può essere vista a causa di un dispositivo di occultamento, che distrae la persona rivolgendo il suo sguardo altrove. Una volta trovata la strada i tre vi si addentrano, scoprendo che è una sorta di zona franca abitata da profughi alieni travestiti da esseri umani, comandata da un sindaco, nientemeno che Ashildr. La ragazza immortale spiega che Rigsy è colpevole dell'omicidio di una donna che faceva parte della loro comunità (il ragazzo si era addentrato per sbaglio nella strada, dove era stato sorpreso insieme al cadavere della vittima) e perciò è stato condannato a morte; esecutore della sentenza sarà "il corvo", un'ombra quantica pronta a inseguire il malcapitato marchiato con il tatuaggio (crono-blocco) quando il conteggio si azzererà e a ucciderlo, ovunque si nasconda.
Clara scopre che il crono-blocco può essere tolto solo dalla persona che lo ha imposto, in questo caso Ashildr, oppure può essere passato a un'altra persona; senza dirlo al Dottore Clara consente a Rigsy di passarle il crono-blocco, essendo la sua incolumità garantita da Ashildr. Esaminando il cadavere della donna il Dottore vede che si trova in una gabbia di sospensione, e ciò vuol dire che è ancora viva. Il Dottore libera la donna inserendo la chiave del TARDIS nella serratura, ma uno strano bracciale si attacca al suo polso. Ashildr sopraggiunge, ammettendo di avere orchestrato tutto per conto di terzi per attirare lì il Dottore e mettergli quel bracciale; non avendo mai avuto nessuna intenzione di uccidere Rigsy si offre di togliergli il crono-blocco, salvo scoprire che è passato a Clara. Ashildr, scioccata, le rivela di potere rimuovere il crono-blocco solo alla persona a cui l'ha passato. Il Dottore minaccia Ashildr di rimuovere il crono-blocco, ma Clara, rassegnata, gli chiede di non cercare vendetta e di rimanere un uomo buono; il conto alla rovescia si azzera e Clara affronta il corvo con coraggio, morendo. Il Dottore decide di onorare la promessa fatta a Clara ma intima Ashildr di stargli lontano d'ora in poi; la ragazza gli chiede il suo "disco di confessione", poi aziona il bracciale, che teletrasporta via il Dottore.
In memoria di Clara Rigsy realizza dei graffiti sul TARDIS che la immortalano assieme a fiori.
- Altri interpreti: Maisie Williams (Ashildr), Joivan Wade (Rigsy), Naomi Ackie (Jen), Simon Manyonda (Kabel), Simon Paisley Day (Rump), Letitia Wright (Anahson), Angela Clerkin (Donna aliena), Jenny Lee (Donna anziana), Robin Soans (Uomo con il crono-blocco), Caroline Boulton (Donna Habrian)

## Mandato dal cielo
- Titolo originale: Heaven Sent
- Diretto da: Rachel Talalay
- Scritto da: Steven Moffat

### Trama
Il teletrasporto conduce il Dottore in un lugubre castello medioevale completamente deserto e circondato dall'oceano. Tuttavia il Signore del Tempo non è solo: per i corridoi si aggira una creatura incappucciata, che lo bracca lentamente ovunque lui vada. Il Dottore, in trappola, ammette di avere paura di morire: la creatura si ferma e il castello inizia a muoversi, modificando la propria struttura. In acqua il Signore del Tempo nota gli innumerevoli teschi che giacciono sul fondo, per poi imbattersi in un giardino, in cui trova un'indicazione che gli suggerisce di cercare la stanza nº12: la creatura lo attacca e lui capisce che è costretta a fermarsi ogni volta che le confessa un suo segreto, e rivela di avere abbandonato Gallifrey per paura e non per noia come aveva sempre sostenuto: il castello cambia ancora, facendo capire al Dottore che si tratta tutto di uno stratagemma messo in piedi da qualcuno pur di scoprire i suoi segreti. In seguito il Dottore scopre che qualcuno, di cui è rimasto solo un teschio, ha scritto "uccello" sulla sabbia vicino al teletrasportatore.
Di notte il Signore del Tempo cerca di orientarsi con la posizione delle stelle notando così di essere settemila anni nel futuro, eventualità impossibile vista la tipologia "limitata" del teletrasporto che l'ha portato lì: per la frustrazione getta il teschio in mare. Quando la creatura lo trova nuovamente il Dottore le confessa che il tanto temuto ibrido è una leggenda Gallifreyiana, che prediceva l'arrivo di un essere metà Signore del Tempo e metà Dalek, che avrebbe dominato tra le rovine di una Gallifrey caduta. A struttura cambiata il Dottore trova finalmente la stanza 12, contenente una spessa parete, e, capendo che il messaggio lasciatogli era una citazione da una fiaba, in cui un uccellino scava lentamente una via attraverso una montagna a colpi di becco, il Dottore prende a pugni la parete, scalfendola appena. Quando la creatura ritorna muore bruciato da essa, poiché non vuole confessare il suo ultimo segreto, ovvero l'identità dell'ibrido. Essendo un Signore del Tempo è più lento a morire, quindi riesce a trascinarsi nella sala della macchina del teletrasporto, scrivere "uccello" sulla sabbia e creare una copia di se stesso, dato che il teletrasporto l'ha memorizzato all'arrivo: tuttavia, per attivare tale processo, deve collegarsi al macchinario e alimentarlo con la sua energia, consumandosi fino a che di lui rimane solo un teschio.
Il "nuovo" Dottore, immemore dell'esperienza del suo predecessore, ricomincia daccapo le indagini: infatti, nei settemila anni precedenti il suo primo arrivo, tutte le sue passate versioni hanno di volta in volta cercato un'uscita, lasciato indizi e sono morte per creare un'altra copia di sé, per poi finire come teschi nell'oceano. Nei quattro miliardi di anni successivi i Dottori scalfiscono sempre di più la parete, che infine viene infranta. Finalmente libero dal luogo della prigionia, che scopre essere il suo disco di confessione, il Dottore capisce di trovarsi nel suo pianeta natale, e rivela l'identità dell'ibrido, non una creatura per metà Signore del Tempo e metà Dalek come molti credevano, ma lui stesso.
- Altri interpreti: Jenna Coleman (Clara Oswald), Jami Reid-Quarrell (Creatura)

## Piegato dall'Inferno
- Titolo originale: Hell Bent
- Diretto da: Rachel Talalay
- Scritto da: Steven Moffat

### Trama
In un diner nel deserto del Nevada il Dottore racconta le sue vicende a una cameriera identica a Clara, che sembra non conoscerlo: a Gallifrey il Dottore torna nel granaio dove passò la sua infanzia, e lì viene raggiunto dalla nuova incarnazione di Rassilon, vero responsabile della sua prigionia. Quest'ultimo è spaventato della profezia dell'ibrido e vuole le informazioni in possesso del Dottore su di essa. Quando quest'ultimo si rifiuta Rassilon ne ordina l'esecuzione, ma i soldati sparano in aria, considerando il Dottore un eroe della Guerra del tempo: Rassilon, privo di ogni autorità, viene esiliato. Anche i membri dell'Alto Concilio e la Sorellanza di Karn vogliono dal Dottore le stesse informazioni, ma lui afferma di avere bisogno di Clara per risolvere il mistero: i Signori del Tempo usano quindi la loro tecnologia per estrarla dalla sua linea temporale un istante prima che lei morisse. La nuova Clara, sospesa temporalmente, è dunque priva di battito cardiaco, e dovrà essere riposizionata nella sua linea temporale e morire come previsto per evitare una frattura nel continuum. Il Dottore si ribella e fugge con Clara attraverso i Chiostri, le catacombe dei Signori del Tempo, sede centrale del database della Matrice, la più grande rete informatica di Gallifrey. Lì, molto tempo addietro, il Dottore incontrò i temuti guardiani del luogo, che gli rivelarono la profezia dell'ibrido, inducendolo a scappare da Gallifrey. Clara scopre che il Dottore è rimasto intrappolato per più di quattro miliardi di anni poiché aveva capito che a tenerlo prigioniero erano i Signori del Tempo, e svelando l'identità dell'ibrido avrebbe perso ogni potere contrattuale su di loro e non avrebbe potuto riavere indietro Clara.
I due fuggono a bordo di un TARDIS rubato e la ragazza nota che il suo battito cardiaco è ancora fermo, segno che la sua morte non possa essere cancellata e debba necessariamente avvenire, ma al Dottore sembra non importare. Arrivati alla fine dell'universo il Dottore vi trova Ashildr, ultimo essere vivente rimasto, e la accusa di essere l'ibrido, metà umano e metà Mire. Lei a sua volta insinua che il Dottore stesso potrebbe esserlo, forse metà umano e Signore del Tempo, prima di formulare un'altra ipotesi: magari l'ibrido non è propriamente un individuo, ma un'entità formata da due persone, ovvero il Dottore e Clara, pericolosa perché il primo, pur di riaverla indietro, sta rischiando di distruggere l'universo. Il Dottore decide allora di abbandonare Clara e di cancellarle i ricordi con il blocco-psichico, ma lei lo ferma, non volendo perdere i momenti passati con lui, che ritiene i più belli della sua vita. I due decidono allora di proseguire senza sapere chi dei due perderà i ricordi dell'altro a causa del blocco-psichico: tocca al Dottore, resosi conto che il suo affetto per l'amica lo aveva spinto troppo oltre, che si risveglia nel deserto.
Nel presente il Dottore, il quale non ha in verità perso i ricordi delle avventure con Clara ma solamente la memoria delle sue fattezze, non riconosce l'amica nella cameriera del diner che aveva ascoltato l'intera storia e non si accorge della scomparsa dell'edificio, in realtà il TARDIS rubato che ha cambiato forma per camuffarsi. Clara dice addio all'amico e decide di tornare su Gallifrey per ricollocarsi nella sua linea temporale, affrontando l'inevitabile morte, ma prima vuole sfruttare appieno la sua condizione di sospensione temporale viaggiando e vivendo altre avventure con Ashildr. Il Dottore trova poco lontano il suo TARDIS, che probabilmente Clara ha riportato lì da Londra, trovandovi un nuovo cacciavite sonico e un messaggio che Clara gli ha lasciato sulla sua lavagna: "Corri, sapientone, e sii un Dottore".
- Altri interpreti: Jenna Coleman (Clara Oswald), Maisie Williams (Ashildr), Donald Sumpter (Rassilon), Ken Bones (Generale), T'nia Miller (Generale donna), Malachi Kirby (Gastron), Clare Higgins (Ohila), Linda Broughton (Donna), Martin T. Sherman (Uomo), Nicholas Briggs (Voce del Dalek)

#### Curiosità
- La nuova incarnazione di Rassilon è interpretata da Donald Sumpter, già apparso nell'universo di Doctor Who in diversi ruoli, nella serie classica in The Wheel in Space e in The Sea Devils, mentre nello spin-off Le avventure di Sarah Jane in The Eternity Trap.[11]
- Ashildr bussa all'esterno del TARDIS quattro volte, riferimento al doppio episodio La fine del tempo.
- Quando Clara e Ashildr iniziano il loro viaggio Clara afferma che tornerà su Gallifrey ma prendendo la strada più lunga, la stessa frase che disse l'Undicesimo Dottore in Il giorno del Dottore.